# Polackenschanze

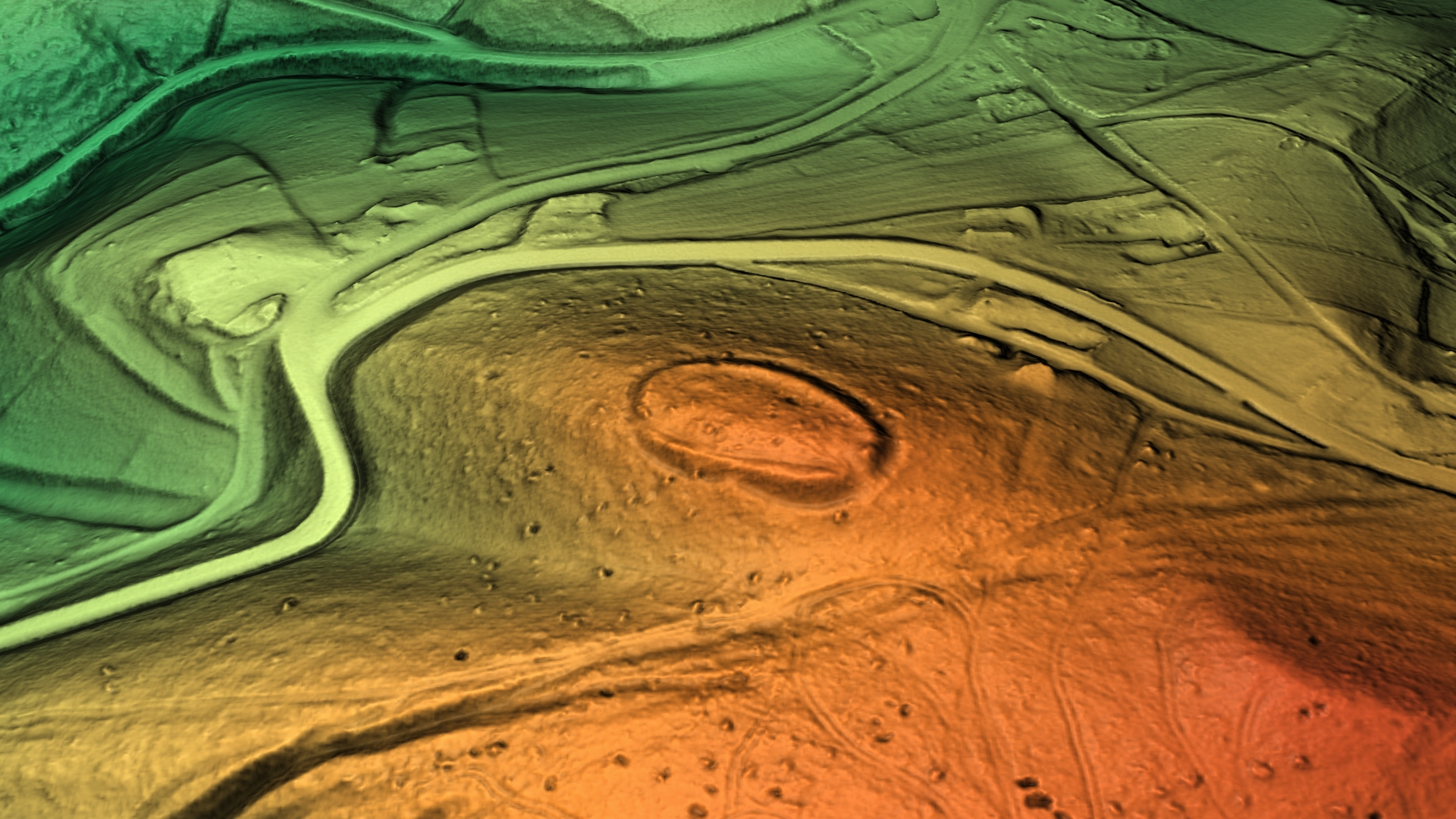
3D-Ansicht des digitalen Geländemodells

Die so genannte Polackenschanze liegt etwa 300 Meter östlich der Burg Sternberg auf dem Schanzenberg, einem Ausläufer des Dörenberges bei Linderhofe, Gemeinde Extertal im Kreis Lippe. Von der als Bodendenkmal erfassten  Anlage sind heute noch Wallreste erhalten.

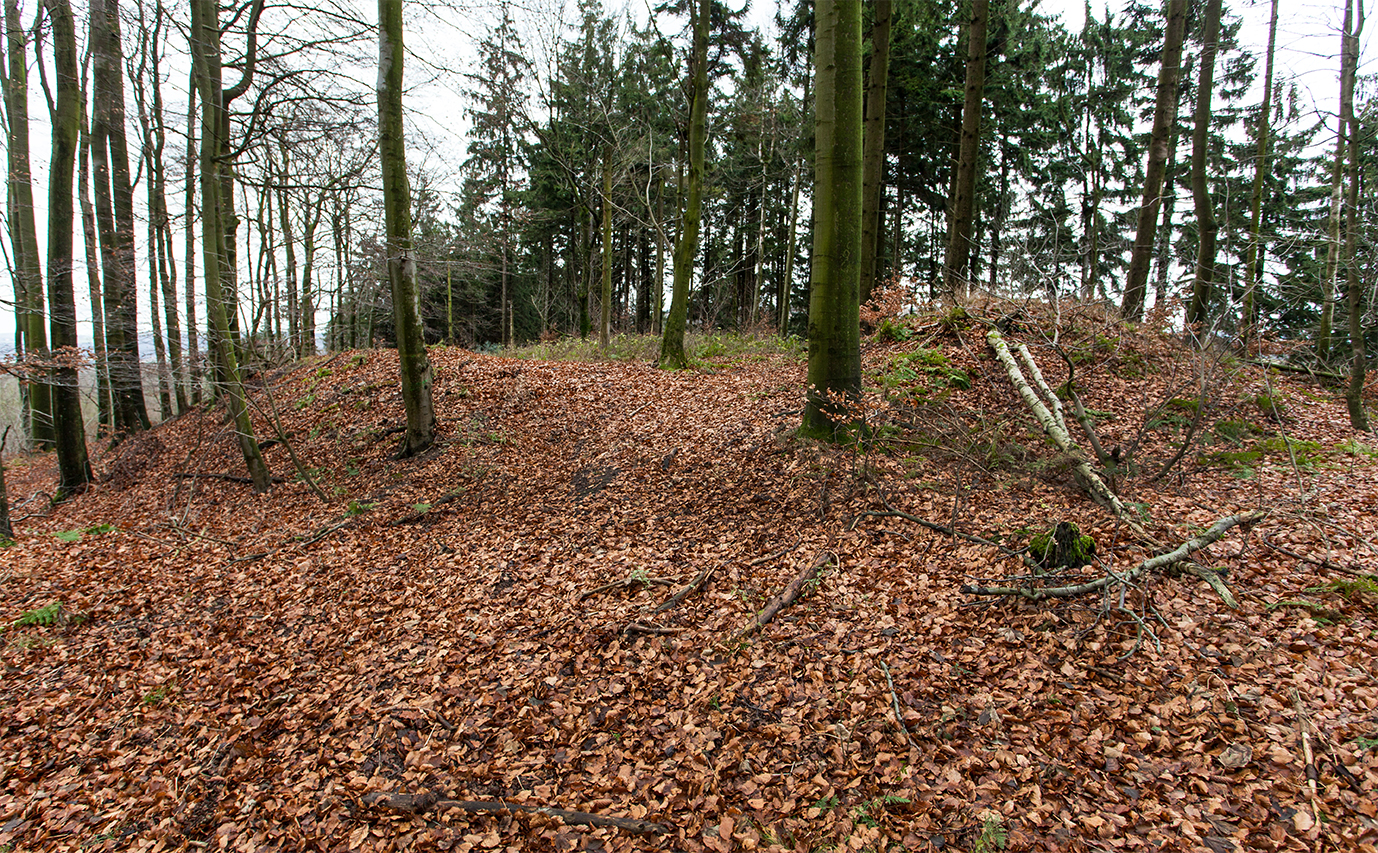
Wallreste der Polackenschanze

## Beschreibung
Die Schanze ist eine ca. 70 m × 45 m große, ovale Ringwallanlage mit Graben. 1909 wurde die Anlage von Otto Weerth archäologisch untersucht. Gefunden wurden dabei Holzkohle, zwei spätmittelalterliche Scherben und ein Armbrustbolzen. Wahrscheinlich wurde die Schanze bei der Belagerung der Burg Sternberg, während der Soester Fehde 1447, durch Truppen des Erzbischofs von Köln erbaut. In Diensten des Erzbischofs standen damals auch hussitische Söldner aus Böhmen und Polen.